# Järnvägen Leipzig–Großkorbetha

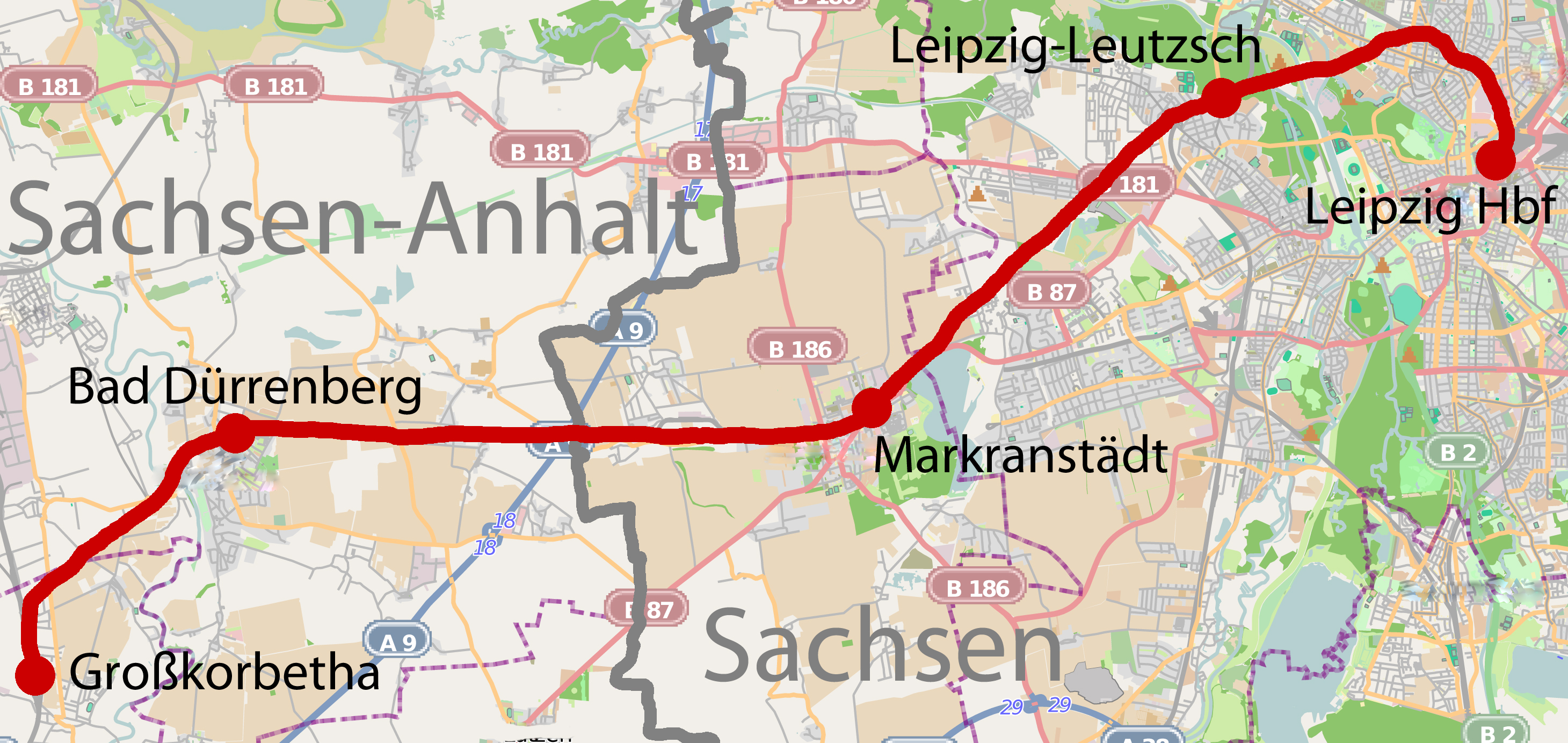
Järnvägens dragning.

Järnvägen Leipzig–Großkorbetha är en dubbelspårig elektrifierad järnväg som går genom förbundsländerna Sachsen-Anhalt och Sachsen, och förbinder Leipzig med Thüringer Bahn. Järnvägen går från Leipzig, via Markranstädt och Bad Dürrenberg till Großkorbetha. 
Linjen öppnade för trafik 22 mars 1856 av Thüringische Eisenbahn-Gesellschaft och är en av de äldsta järnvägarna i Tyskland. Ursprungligen utgick järnvägen från Thüringer Bahnhof i Leipzig. Järnvägen elektrifierades i november 1942. 1946 tog Sovjet ned kontaktledningen och tog hem den som krigsskadestånd. 1964 blev linjen åter elektrifierad.

## Trafik
Intercity-Express mellan Berlin och München, samt mellan Dresden och Frankfurt am Main trafikerar järnvägen. Mellan 1969 och 2013 var delar av linjen del av Leipzig S-bahn. Från december 2013 ingår delar av linjen i S-Bahn Mitteldeutschland.